# Patrick Fuchs

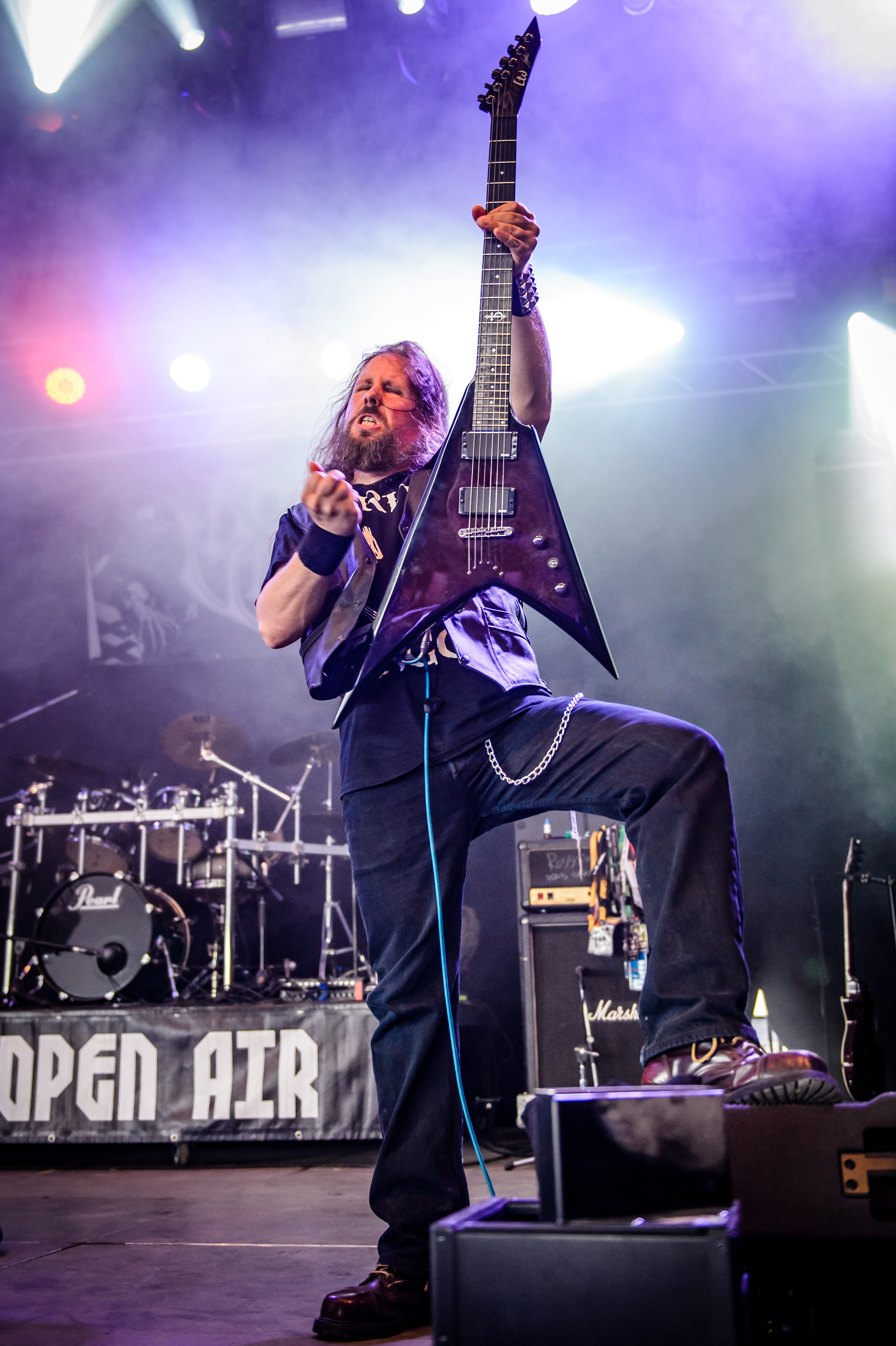
Patrick Fuchs (2017)

Patrick Fuchs (* 22. Mai 1978 in Kaiserslautern) ist ein deutscher Musiker, Sänger und Multiinstrumentalist. Er ist vor allem als Sänger und Gitarrist der Power-Metal-Band Hammer King bekannt.

## Leben
Fuchs begann seine musikalische Laufbahn 1996 in der Schülerband Bad Mean Tone, mit der er 1997 das Demo Quod Erat Demonstrandum II veröffentlichte. Ab 1997 war er Mitglied der Band Ivory Night, mit der er mehrere Veröffentlichungen einspielte, darunter das Album The Healing (2010).
Unter dem Pseudonym Patrick Adams fungierte er zudem als Sänger der Manowar-Tributeband Men of War.
Von 2006 bis 2011 war Fuchs Sänger und Gitarrist der Band Ross the Boss, mit der er die Alben New Metal Leader (2008) und Hailstorm (2010) veröffentlichte.
2015 gründete er Hammer King, bei der er bis heute als Sänger und Gitarrist tätig ist. Mit der Gruppe erschienen bislang mehrere Studioalben, darunter Kingdom of the Hammer King (2015), Poseidon Will Carry Us Home (2018) und König und Kaiser (2024).
Parallel zu Hammer King ist er auch als Mitglied der Doom-Metal-Band Lord Vigo aktiv, in der er unter dem Namen Tony Scoleri Gitarre und Bass spielt. Zudem gehörte er der Band The Beautiful Dead als Gitarrist und Keyboarder an.
Als Gastsänger wirkte Fuchs 2013 bei Thunder Rider von Majesty mit und steuerte für die Alben Blessed & Possessed (2015) und The Sacrament of Sin (2018) von Powerwolf Chorgesang bei.

## Diskografie

### Mit Hammer King (als Titan Fox V)
| Jahr | Titel                       | Anmerkung   |
| ---- | --------------------------- | ----------- |
| 2015 | Kingdom of the Hammer King  | Studioalbum |
| 2016 | King Is Rising              | Studioalbum |
| 2018 | Poseidon Will Carry Us Home | Studioalbum |
| 2021 | Hammer King                 | Studioalbum |
| 2022 | Kingdemonium                | Studioalbum |
| 2024 | König und Kaiser            | Studioalbum |
| 2025 | King for a Day              | Single      |
| 2025 | Make Metal Royal Again      | Studioalbum |

### Mit Lord Vigo (als Tony Scoleri)
| Jahr | Titel                | Anmerkung   |
| ---- | -------------------- | ----------- |
| 2015 | Under Carpathian Sun | Studioalbum |
| 2017 | Blackborne Souls     | Studioalbum |
| 2018 | Six Must Die         | Studioalbum |
| 2020 | Danse de noir        | Studioalbum |
| 2022 | We Shall Overcome    | Studioalbum |
| 2025 | Walk the Shadows     | Studioalbum |

### Mit The Beautiful Dead (als P. Fuchs)
- Keine Veröffentlichungen in den vorliegenden Quellen belegt.

### Mit Bad Mean Tone
| Jahr | Titel                      | Anmerkung |
| ---- | -------------------------- | --------- |
| 1997 | Quod Erat Demonstrandum II | Demo      |

### Mit Ivory Night
| Jahr | Titel                 | Anmerkung   |
| ---- | --------------------- | ----------- |
| 1998 | Demo ’98              | Demo        |
| 2004 | 7 – Dawn of the Night | Studioalbum |
| 2007 | Machine               | Studioalbum |
| 2008 | Go Braves             | Single      |
| 2010 | The Healing           | Studioalbum |

### Mit Men of War (als Patrick Adams)
- Keine Veröffentlichungen in den vorliegenden Quellen belegt.

### Mit Ross the Boss
| Jahr | Titel            | Anmerkung   |
| ---- | ---------------- | ----------- |
| 2008 | New Metal Leader | Studioalbum |
| 2010 | Hailstorm        | Studioalbum |

### Gastbeiträge
| Jahr | Künstler  | Titel                    | Rolle                          |
| ---- | --------- | ------------------------ | ------------------------------ |
| 2013 | Majesty   | Thunder Rider (Track 10) | Gesang                         |
| 2015 | Powerwolf | Blessed & Possessed      | Chorgesang                     |
| 2018 | Powerwolf | The Sacrament of Sin     | Chorgesang, zusätzliche Vocals |